# Mais al-Dschabal
Mais al-Dschabal (arabisch ميس الجبل, DMG Mays al-Ǧabal, auch Meis el Jabal, Mais el Jabal, Mays el Jabal, Meis al Jabal oder Meis el Jebel, meistens auch mit Bindestrich zwischen el/al und Jabal/Jebel) ist eine Stadt im Gouvernement Nabatäa im südlichen Libanon an der Grenze zu Israel.
Die Stadt hat eine geschätzte Einwohnerzahl von 10.000. Da der Libanon seit 1932 keinen offiziellen Zensus mehr durchgeführt hat, ist die genaue Bevölkerungszahl unbekannt.
1978 drang die israelische Armee in den Libanon ein und besetzte außer Tyros den Südlibanon bis zum Fluss Litani. Dabei war auch Mais al-Dschabal besetzt. 1982 drang Israel erneut in den Libanon ein und nahm am libanesischen Bürgerkrieg teil. Die Stadt war dann zwischen 1982 und 2000 von Israel besetzt.
Als Israel sich im Jahre 2000 nach 18-jähriger Anwesenheit aus dem südlichen Libanon zurückzog, übernahm die Hisbollah die Kontrolle über die Stadt. Während des Libanonkriegs 2006 war die Stadt wiederholt Schauplatz von Bodengefechten zwischen Tzahal und Hisbollah.
Das Dorf grenzt an den Dörfern Houla, Chakra und Blida.